# Radisele
Radisele est une ville du Botswana.